# Mistrzostwa Świata w Łucznictwie 1949
13. Mistrzostwa Świata w Łucznictwie odbyły się 9–12 sierpnia 1949 w Paryżu we Francji. Organizatorem była Międzynarodowa Federacja Łucznicza.

## Medaliści

### Strzelanie z łuku klasycznego
| Konkurencja            | Złoto                                                                             | Srebro                                                                    | Brąz                                                                          |
| Indywidualnie kobiet   | Barbara Waterhouse                                                                | Ragnhild Windahl                                                          | Trogie Fisher                                                                 |
| Indywidualnie mężczyzn | Hans Deutgen                                                                      | František Hadaš                                                           | Einar Tang-Holbeck                                                            |
| Drużynowo kobiet       | Wielka Brytania · Barbara Waterhouse · Trogie Fisher · Petronella de Wharton-Burr | Szwecja · Ragnhild Windahl · Gun Ellinge · Birgitta Bange · Tina Kjellson | Francja · Collete Beday · Dana Roquepio · Irène Cruypenninck                  |
| Drużynowo mężczyzn     | Czechosłowacja · František Hadaš · Josef Brejcha · Jiří Baštář · Václav Karola    | Szwecja · Hans Deutgen · Tage Ljungkvist · Sven Danielsson · Yngve Bluhme | Dania · Einar Tang-Holbaek · Arne Christensen · Bjarne Knudsen · Emil Nielsen |

## Klasyfikacja medalowa
| Lp. | Państwo         | Złoto | Srebro | Brąz | Razem |
| 1.  | Wielka Brytania | 2     | 0      | 1    | 3     |
| 2.  | Szwecja         | 1     | 3      | 0    | 4     |
| 3.  | Czechosłowacja  | 1     | 1      | 0    | 2     |
| 4.  | Dania           | 0     | 0      | 2    | 2     |
| 5.  | Francja         | 0     | 0      | 1    | 1     |